# Drava
El Drava o Drave (alemany: Drau, eslovè, croat i italià: Drava, hongarès: Dráva) és un riu del sud de l'Europa Central. Neix al Província de Bolzano i baixa cap a l'est pel Tirol de l'Est i l'estat de Caríntia a Àustria, cap a Eslovènia (145 km), i després cap al sud-est, passant per Croàcia i per la frontera entre Croàcia i Hongria, abans que s'uneixi al Danubi cap a l'altura d'Osijek. Té una llargada de 725 km.
El Drava passa per Lienz, Spittal an der Drau, Villach, i Ferlach a Àustria, Dravograd, Vuzenica, Muta, Ruše, Maribor, Ptuj, i Ormož a Eslovènia, Varaždin i Osijek a Croàcia, i Barcs a Hongria. El Drava és navegable per més o menys 90 km des de Čađavica a Croàcia fins a la seva fi.
Els principals afluents del Drava són: el riu Gail d'Àustria, els rius Mislinja i Dravinja a Eslovènia, i el Bednja a Croàcia per l'esquerra, i el Gurk a Àustria, i el riu Mur (prop de Legrad) a Croàcia per la dreta.

## Galeria

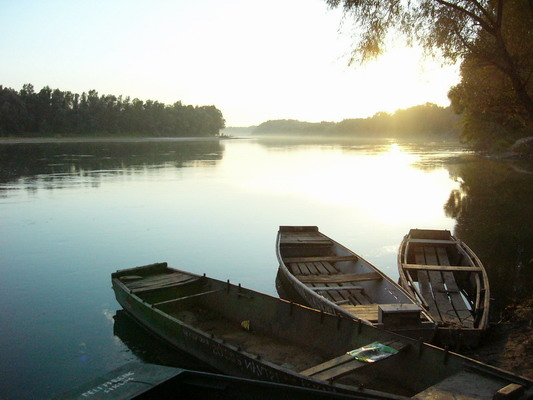
El Drava a Drávaszabolcs, Hongria
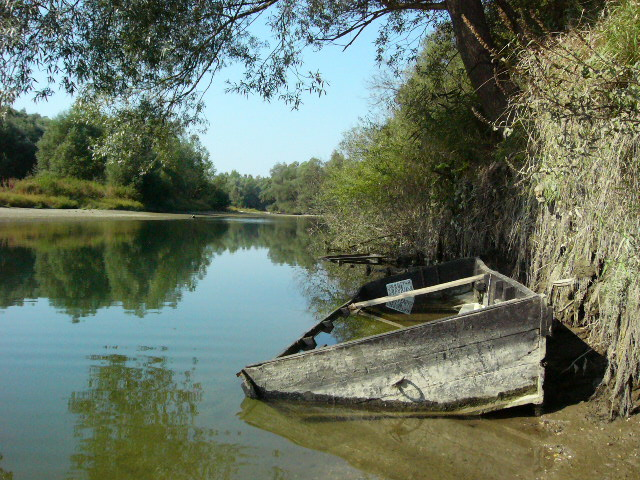
El Drava a Vízvár, Hongria